# کوشک (نیک‌شهر)
کوشک (نیک‌شهر)، روستایی از توابع بخش مرکزی شهرستان نیک‌شهر در استان سیستان و بلوچستان ایران است.

## جمعیت
این روستا در دهستان مخت قرار دارد و براساس سرشماری مرکز آمار ایران در سال ۱۳۸۵، جمعیت آن ۳۶۵ نفر (۸۱خانوار) بوده‌است.